# Hermione hystricella
Hermione hystricella är en ringmaskart som beskrevs av Milne Edwards in Cuvier 1836. Hermione hystricella ingår i släktet Hermione och familjen Aphroditidae. Inga underarter finns listade i Catalogue of Life.